# Cniva
Cniva (Kniwa, que vol dir "ganivet") fou un cabdill got del segle iii. Durant la Guerra gòtica (250-251) Cniva va envair l'Imperi Romà quan va creuar el Danubi al segle iii enviant destacaments a tota la província romana de Mèsia amb un exèrcit de setanta mil gots i sàrmates, que van exigir l'atenció de l'emperador Deci.
Cniva assetjà la ciutat de Nicopolis ad Istrium, però quan l'emperador Deci va arribar els gots van aixecar el setge i es van dirigir cap a Filipòpolis. Deci i les seves tropes perseguiren Cniva a través del terreny difícil, però després de moltes marxes forçades, Cniva va atacar Deci, que va pensar que estava més lluny dels gots. El campament de Deci va ser sorprès i l'emperador va fugir, mentre el seu exèrcit va ser derrotat en la batalla de Filipòpolis. Cniva va establir el setge de Filipòpolis, on el governador Titus Juli Prisc es va autoproclamar emperador amb l'esperança de pactar amb els Gots i salvar la ciutat. Malgrat tot, Cniva va conquerir la ciutat, matant a cent mil persones i obtenint molts presoners.
El saqueig de Filipòpolis va enfortir Deci, que va interceptar diversos grups germànics, i feu reparar i reforçar les fortificacions al llarg del Danubi, amb la intenció d'oposar-se a les forces de Cniva. els gots van entrar a Macedònia i Grècia i van arribar fins a les Termòpiles
Els romans amb la seva superioritat numèrica, van anar encerclant els gots, que intentaven a retirar-se de l'imperi. Però Deci, que buscava venjança, i segur de la victòria, va atacar als gots en un petit poble anomenat Fòrum Terebronii. L'exèrcit romà va ser atrapat en un pantà quan van intentar atacar l'exèrcit got, i tant l'emperador Deci com el seu fill Herenni Etrusc van ser morts en la batalla d'Abritus.
Després de la batalla d'Abritus, el nou emperador, Trebonià Gal, va deixar anar Cniva amb el seu botí, i va ajudar a la sortida dels gots de l'imperi, comprometent-se a pagar un tribut a Cniva per tal d'evitar que envaís l'imperi de nou.